# 南祥車站

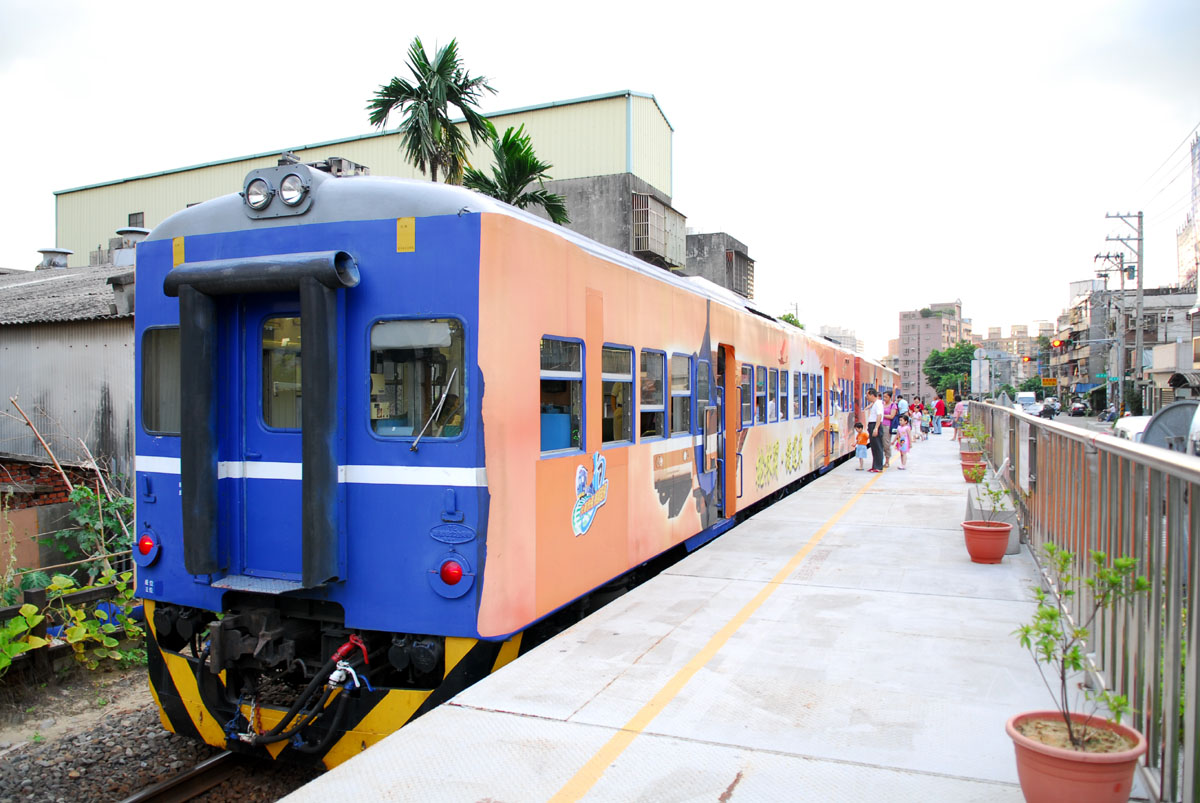
停靠在南祥站內供乘客上下車的DR2510柴油客車。

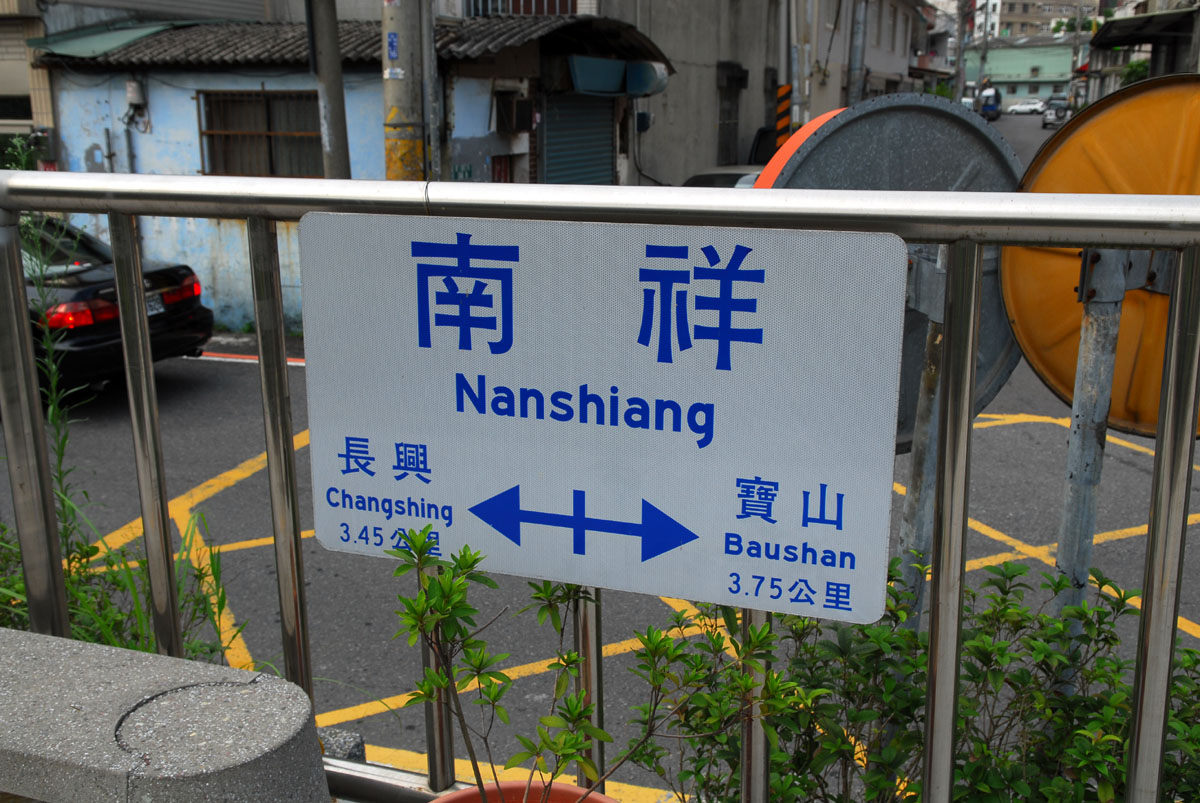
南祥車站的月台標示牌。

南祥車站是一曾位於台灣桃園縣龜山鄉（今桃園市龜山區）的已廢鐵路車站，是臺灣鐵路管理局（臺鐵）已廢線的林口線車站。本站是配合「桃林鐵路」（由桃園縣政府經營、利用林口線既有路線增設客運設施之後提供的免費客運接駁服務）的開辦，而於2005年時新設的簡易客運車站之一，但隨著林口線於2012年底廢線而一同結束營業。由於此地緊鄰南崁地區，播報站名時列車員多會再加以此名提醒。

## 車站構造
- 平面岸式月台一座。

## 營運狀況
- 本站為客運專用車站。在桃林鐵路營運期間，本站是以鄰近之南崁地區的住宅大樓居民之通勤旅次作為主要客源。

## 車站周邊
- 桃園市立南崁高級中等學校
- 南崁溪
- 蘆竹區公所，約300公尺。

## 歷史
- 2005年11月28日：正式通車，站名取自鄰近道路南祥路之名。
- 2012年12月28日：隨著林口線停駛而廢止。

## 鄰近車站
- 廢止營運模式

## 外部連結
- 2023.10.29 桃林（桃園-林口）鐵路步道（自行車道）徒步遊 Mark的遊記 （页面存档备份，存于）
- 輕鬆走桃林鐵路步道, 續又加碼虎頭山公園 健行筆記 （页面存档备份，存于）

25°2′44.82″N 121°17′51.3″E / 25.0457833°N 121.297583°E